# Fase de grupos da Copa Libertadores da América de Futebol Feminino de 2022
A fase de grupos da Copa Libertadores da América de Futebol Feminino de 2022 foi disputada entre 13 e 20 de outubro. O sorteio dos grupos ocorreu em 20 de setembro de 2022, no Centro de Convenções da CONMEBOL em Luque, no Paraguai.
O campeão e o vice de cada grupo ao final de três jogos disputados dentro dos grupos avançaram à fase final, iniciando a partir das quartas de finais.

## Critérios de desempate
De acordo com o regulamento estabelecido, caso duas ou mais equipes empatem em números de pontos ao final da fase de grupos, os seguintes critérios serão aplicados:
1. melhor saldo de gols entre as equipes em questão;
2. maior número de gols marcados entre as equipes em questão;
3. resultado da partida entre as equipes em questão;
4. menor número de cartões vermelho recebidos entre as equipes em questão;
5. menor número de cartões amarelo recebidos entre as equipes em questão;
6. sorteio.

## Grupos
|  | Equipes classificadas para a fase final |
|  | Equipes eliminadas                      |

### Grupo A
| Pos. | Equipe         | Pts | J | V | E | D | GP | GC | SG  |
| ---- | -------------- | --- | - | - | - | - | -- | -- | --- |
| 1    | Deportivo Cali | 9   | 3 | 3 | 0 | 0 | 14 | 3  | +11 |
| 2    | Corinthians    | 6   | 3 | 2 | 0 | 1 | 10 | 2  | +8  |
| 3    | Olimpia        | 3   | 3 | 1 | 0 | 2 | 3  | 6  | -3  |
| 4    | Always Ready   | 0   | 3 | 0 | 0 | 3 | 1  | 17 | -16 |

|                | COR | OLI | ALW  | DCA |
| -------------- | --- | --- | ---- | --- |
| Corinthians    |     | 4–0 |      | 1–2 |
| Olimpia        |     |     | 2–0  | 1–2 |
| Always Ready   | 0–5 |     |      |     |
| Deportivo Cali |     |     | 10–1 |     |

Rodada 1
| 13 de outubro | Olimpia                                             | 2–0       | Always Ready | Estádio Gonzalo Pozo Ripalda, Quito |
| 15:00 (UTC−5) | Clenilda Santana 25' (g.c.) · Karina Castellano 44' | Relatório |              | Árbitro: PER Milagros Arruela       |

| 13 de outubro | Corinthians         | 1–2       | Deportivo Cali                          | Estádio Gonzalo Pozo Ripalda, Quito |
| 17:15 (UTC−5) | Vic Albuquerque 24' | Relatório | 42' Ingrid Guerra · 45+1' Tatiana Ariza | Árbitro: VEN Emikar Calderas        |

Rodada 2
| 16 de outubro | Olimpia                  | 1–2       | Deportivo Cali                                    | Estádio Gonzalo Pozo Ripalda, Quito |
| 15:00 (UTC−5) | Griselda Garay 27' (pen) | Relatório | 51' (g.c.) Camila Doerzbacher · 82' Tatiana Ariza | Árbitro: CHI María Belén Carvajal   |

| 16 de outubro | Always Ready | 0–5       | Corinthians                                                                                  | Estádio Gonzalo Pozo Ripalda, Quito |
| 17:15 (UTC−5) |              | Relatório | 13', 19' Gabi Portilho · 27' Adriana Leal · 31' (pen) Vic Albuquerque · 57' Juliete Oliveira | Árbitro: EQU Marcelly Zambrano      |

Rodada 3
| 19 de outubro | Corinthians                                                                             | 4–0       | Olimpia | Estádio Gonzalo Pozo Ripalda, Quito |
| 17:15 (UTC−5) | Angélica Vázquez 25' (g.c.) · Gabi Portilho 73' · Bianca Gomes 89' · Gabi Zanotti 90+1' | Relatório |         | Árbitro: ARG Laura Fortunato        |

| 19 de outubro | Deportivo Cali | 10–1      | Always Ready         | Estádio Rodrigo Paz Delgado, Quito |
| 17:15 (UTC−5) | Tatiana Ariza 2' · Farlyn Caicedo 4', 29' · Monica Ballon 23' (g.c.) · Viviana Acosta 24', 51', 55' · Manuela González 32' · Ingrid Guerra 80' · Manuela Pavi 83' | Relatório | 35' Clenilda Santana | Árbitro: ITA Maria Marotta         |

### Grupo B
| Pos. | Equipe            | Pts | J | V | E | D | GP | GC | SG |
| ---- | ----------------- | --- | - | - | - | - | -- | -- | -- |
| 1    | Boca Juniors      | 7   | 3 | 2 | 1 | 0 | 8  | 4  | +4 |
| 2    | Ferroviária       | 7   | 3 | 2 | 1 | 0 | 4  | 2  | +2 |
| 3    | Ñañas             | 3   | 3 | 1 | 0 | 2 | 6  | 8  | -2 |
| 4    | Defensor Sporting | 0   | 3 | 0 | 0 | 3 | 3  | 7  | -4 |

|                   | NAN | DEF | BOC | FER |
| ----------------- | --- | --- | --- | --- |
| Ñañas             |     | 4–3 |     | 0–1 |
| Defensor Sporting |     |     | 0–2 | 0–1 |
| Boca Juniors      | 4–2 |     |     |     |
| Ferroviária       |     |     | 2–2 |     |

Rodada 1
| 13 de outubro | Defensor Sporting | 0–2       | Boca Juniors                        | Estádio Banco Guayaquil, Quito |
| 15:00 (UTC−5) |                   | Relatório | 21' Camila Gómez · 38' Andrea Ojeda | Árbitro: COL Jenny Arias       |

| 13 de outubro | Ñañas | 0–1       | Ferroviária         | Estádio Banco Guayaquil, Quito |
| 17:15 (UTC−5) |       | Relatório | 12' Larissa Pereira | Árbitro: BOL Adriana Farfán    |

Rodada 2
| 16 de outubro | Boca Juniors                                                            | 4–2       | Ñañas                        | Estádio Rodrigo Paz Delgado, Quito |
| 15:00 (UTC−5) | Camila Gómez 26', 43' · Nelly Córdoba 47' (g.c.) · Yamila Rodríguez 65' | Relatório | 34', 81' (pen) Maireth Pérez | Árbitro: VEN Emikar Calderas       |

| 16 de outubro | Defensor Sporting | 0–1       | Ferroviária      | Estádio Rodrigo Paz Delgado, Quito |
| 17:15 (UTC−5) |                   | Relatório | 53' Rafa Mineira | Árbitro: ITA Maria Marotta         |

Rodada 3
| 19 de outubro | Ñañas                                                     | 4–3       | Defensor Sporting                                   | Estádio Rodrigo Paz Delgado, Quito |
| 15:00 (UTC−5) | Maireth Pérez 45+1' (pen), 68' · Enyer Higuera 84', 90+1' | Relatório | 10' Hevelin Jara · 43' (pen), 63' Sofía Oxandabarat | Árbitro: PAR Helena Cantero        |

| 19 de outubro | Ferroviária                                 | 2–2       | Boca Juniors                    | Estádio Gonzalo Pozo Ripalda, Quito |
| 15:00 (UTC−5) | Carolina Tavares 8' · Larissa Pereira 90+4' | Relatório | 72' (pen), 76' Yamila Rodríguez | Árbitro: CHI María Belén Carvajal   |

### Grupo C
| Pos. | Equipe                  | Pts | J | V | E | D | GP | GC | SG  |
| ---- | ----------------------- | --- | - | - | - | - | -- | -- | --- |
| 1    | Palmeiras               | 9   | 3 | 3 | 0 | 0 | 12 | 1  | +11 |
| 2    | Universidad de Chile    | 6   | 3 | 2 | 0 | 1 | 10 | 5  | +5  |
| 3    | Independiente del Valle | 3   | 3 | 1 | 0 | 3 | 2  | 10 | -8  |
| 4    | Libertad                | 0   | 3 | 0 | 0 | 3 | 2  | 10 | -8  |

|                         | PAL | UCH | IDV | LIB |
| ----------------------- | --- | --- | --- | --- |
| Palmeiras               |     | 2–1 |     | 3–0 |
| Universidad de Chile    |     |     | 3–1 | 6–2 |
| Independiente del Valle | 0–7 |     |     |     |
| Libertad                |     |     | 0–1 |     |

Rodada 1
| 14 de outubro | Universidad de Chile                                             | 3–1       | Independiente del Valle | Estádio Banco Guayaquil, Quito |
| 15:00 (UTC−5) | Yessenia Huenteo 15' · Rebeca Fernández 58' · Daniela Zamora 71' | Relatório | 18' Claudia Roldan      | Árbitro: URU Nadia Fuques      |

| 14 de outubro | Palmeiras                                               | 3–0       | Libertad | Estádio Banco Guayaquil, Quito |
| 17:15 (UTC−5) | Duda Santos 24' · Byanca Brasil 52' · Bia Zaneratto 59' | Relatório |          | Árbitro: ARG Laura Fortunato   |

Rodada 2
| 17 de outubro | Universidad de Chile                                                       | 6–2       | Libertad                       | Estádio Rodrigo Paz Delgado, Quito |
| 15:00 (UTC−5) | Rebeca Fernández 45', 56', 59', 69' · Sonya Keefe 49' · Daniela Zamora 71' | Relatório | 77' Ana Fleitas · 85' Liz Peña | Árbitro: COL Jenny Arias           |

| 17 de outubro | Independiente del Valle | 0–7       | Palmeiras                                                                                               | Estádio Rodrigo Paz Delgado, Quito |
| 17:15 (UTC−5) |                         | Relatório | 14' Ary Borges · 16', 39' Andressinha · 36' Byanca Brasil · 41' Bia Zaneratto · 67', 86' Bruna Calderan | Árbitro: PER Milagros Arruela      |

Rodada 3
| 20 de outubro | Palmeiras                      | 2–1       | Universidad de Chile       | Estádio Rodrigo Paz Delgado, Quito |
| 17:15 (UTC−5) | Carol Baiana 42' · Poliana 71' | Relatório | 49' (pen) Gabriela Huertas | Árbitro: URU Nadia Fuques          |

| 20 de outubro | Libertad | 0–1       | Independiente del Valle | Estádio Gonzalo Pozo Ripalda, Quito |
| 17:15 (UTC−5) |          | Relatório | 88' Carina Caicedo      | Árbitro: BOL Adriana Farfán         |

### Grupo D
| Pos. | Equipe           | Pts | J | V | E | D | GP | GC | SG  |
| ---- | ---------------- | --- | - | - | - | - | -- | -- | --- |
| 1    | América de Cali  | 9   | 3 | 3 | 0 | 0 | 11 | 1  | +10 |
| 2    | Santiago Morning | 6   | 3 | 2 | 0 | 1 | 8  | 1  | +7  |
| 3    | Alianza Lima     | 1   | 3 | 0 | 1 | 2 | 2  | 4  | -2  |
| 4    | Deportivo Lara   | 1   | 3 | 0 | 1 | 2 | 1  | 16 | -15 |

|                  | AMC | ALI | LAR | SAM |
| ---------------- | --- | --- | --- | --- |
| América de Cali  |     | 2–1 |     | 1–0 |
| Alianza Lima     |     |     | 1–1 | 0–1 |
| Deportivo Lara   | 0–8 |     |     |     |
| Santiago Morning |     |     | 7–0 |     |

Rodada 1
| 14 de outubro | Alianza Lima          | 1–1       | Deportivo Lara     | Estádio Gonzalo Pozo Ripalda, Quito |
| 15:00 (UTC−5) | Sashenka Porras 90+2' | Relatório | 26' Génesis Flórez | Árbitro: PAR Helena Cantero         |

| 14 de outubro | América de Cali   | 1–0       | Santiago Morning | Estádio Gonzalo Pozo Ripalda, Quito |
| 17:15 (UTC−5) | Wendy Bonilla 65' | Relatório |                  | Árbitro: BRA Edina Alves            |

Rodada 2
| 17 de outubro | Deportivo Lara | 0–8       | América de Cali | Estádio Gonzalo Pozo Ripalda, Quito |
| 15:00 (UTC−5) |                | Relatório | 1', 45+1' Mariana Muñoz · 27' Mariana Zamorano · 29' Catalina Usme · 44' Leury Basanta · 59' Heidy Mosquera · 72' Daniela Castellanos · 73' Ingrid Vidal | Árbitro: BOL Adriana Farfán         |

| 17 de outubro | Alianza Lima | 0–1       | Santiago Morning        | Estádio Gonzalo Pozo Ripalda, Quito |
| 17:15 (UTC−5) |              | Relatório | 36' Valentina Navarrete | Árbitro: URU Nadia Fuques           |

Rodada 3
| 20 de outubro | América de Cali                        | 2–1       | Alianza Lima      | Estádio Gonzalo Pozo Ripalda, Quito |
| 15:00 (UTC−5) | Heidy Mosquera 17' · Catalina Usme 35' | Relatório | 32' Heidy Padilla | Árbitro: ECU Marcelly Zambrano      |

| 20 de outubro | Santiago Morning                                                                                | 7–0       | Deportivo Lara | Estádio Rodrigo Paz Delgado, Quito |
| 15:00 (UTC−5) | Valentina Navarrete 14', 42' · Nicole Fajre 39' · Diana Celis 44' · Mary Valencia 53', 63', 80' | Relatório |                | Árbitro: BRA Edina Alves           |